# Draževići (Kiseljak, BiH)
Draževići su naseljeno mjesto u općini Kiseljak, Federacija Bosne i Hercegovine, BiH.

## Stanovništvo

### 1991.
Nacionalni sastav stanovništva 1991. godine, bio je sljedeći:
ukupno: 461
- Srbi - 213
- Muslimani - 125
- Hrvati - 96
- Jugoslaveni - 25
- ostali, neopredijeljeni i nepoznato - 2

### 2013.
Nacionalni sastav stanovništva 2013. godine, bio je sljedeći:
ukupno: 315
- Hrvati - 183
- Srbi - 66
- Bošnjaci - 59
- ostali, neopredijeljeni i nepoznato - 7